# Einmal wirklich leben
Einmal wirklich leben (japanisch 生きる, ikiru, dt. „leben“) ist ein japanischer Film aus dem Jahr 1952 von Akira Kurosawa.

## Handlung
Kanji Watanabe, Abteilungsleiter einer städtischen Beschwerdestelle, steht kurz vor der Pensionierung, als er erfährt, dass er an Magenkrebs leidet und nur noch wenige Monate zu leben habe. Er erkennt, dass er all die Jahre als machtloses Rädchen der Bürokratie verschwendet hat und dass sein Sohn sich nicht um ihn kümmert und sich stattdessen nur um sein Erbe sorgt. Watanabe steht plötzlich vor den Trümmern seines Lebens. Er beschließt, das Leben so gut er kann zu genießen, stürzt sich ins Nachtleben, trinkt, spielt, tanzt und kann seine Einsamkeit doch nicht abschütteln. Er beginnt eine kurze Freundschaft mit Toyo, einer früheren Mitarbeiterin, doch sie weiß nicht so recht, was sie mit dem alten Mann anfangen soll. Bei einer Begegnung der beiden in einem Café, in dem gerade eine Geburtstagsfeier stattfindet, erinnert sich Watanabe an einige Frauen aus einem armen Stadtviertel, die für ihre Kinder einen Spielplatz beantragt hatten. Er beschließt, diesen Spielplatz Realität werden zu lassen, und kämpft gegen die Widerstände der Bürokratie, um seinem Leben doch noch einen Sinn zu geben.
Am Ende des Films ist Watanabe tot; die Politiker streiten sich, wem die Ehren für den Bau des Spielplatzes zustehen. Die Bürokratie hat sich nicht verändert und ignoriert weiterhin die Bedürfnisse der Menschen. Aber für ein paar spielende Kinder hat Watanabe die Welt verändert.

## Kritiken
„Ein mit Zurückhaltung, darstellerischer Präzision und optischer Eindringlichkeit gestaltetes Drama, angelegt als humane, heilsam-beunruhigende Meditation.“

„Die deutsche Bearbeitung eines großartigen sozialkritischen Schicksalsfilms aus Japan [...]. Sehr zu empfehlen.“

## Sonstiges
Der Film wurde zum Wettbewerb der Berlinale 1954 eingeladen.

## Remakes
Ikiru wurde für das Fernsehen neu produziert und am 9. September 2007 auf TV Asahi ausgestrahlt. Die Hauptrolle spielte Matsumoto Kōshirō IX., der einer alten Familie von Kabuki-Schauspielern angehört. Da die Handlung im Jahr 2007 spielt, wurden einige Rollen und Teile der Handlung verändert.
2022 entstand in Großbritannien mit Living – Einmal wirklich leben ein weiteres Remake mit Bill Nighy in der Hauptrolle nach einem Drehbuch des britisch-japanischen Autors Kazuo Ishiguro. In dieser Adaption wurde die Handlung nach England verlegt, dafür spielt die Geschichte wieder wie im Original in den 50er Jahren.